# اتلانتا، سانتا کاتارینا
اتلانتا، سانتا کاتارینا (به پرتغالی: Atalanta) یک شهرستان برزیل در برزیل است که در سانتا کاتارینا واقع شده‌است.